# Otomo Yoshihide
Otomo Yoshihide, (Jokohama vagy Jokohama, 1959. augusztus 1. –) japán dzsesszzenész. Gitáros, multiinstrumentalista; zeneszerző. Az 1990-es években vált nemzetközileg ismerttté a Ground Zero rockegyüttes vezetőjeként. és azóta sokféle zenében mozgott, a szabad improvizációtól a noiseig, a dzsessztől, az avantgárdig és a kortárs klasszikusig. Számos filmhez, televíziós műhöz és reklámhoz is komponált zenét. 2017-ben Otomo volt a 2017-es Sapporo International Art Festival művészeti igazgatója.

## Pályafutása
Fiatalkorát Fukusimában töltötte, Tokiótól mintegy 300 kilométerre északra. Mérnök apja hatására fiatal kora óta érdeklődött az elektronikai eszközök iránt. Már az iskolában elkezdett elektronikus eszközöket építeni, a rádióktól az elektronikus oszcillátorokig. Akkoriban a hobbija a hangkollázsok készítése volt. Kezdeti zenei tapasztalataiból kiindulva alapított egy rock- és dzsesszzenekart, amelyben gitározott.  Szerette Ornette Coleman, Eric Dolphy, Derek Bailey és Kaoru Abe (altszaxofon), valamint Masayuki Takayonagi (gitáros) zenéjét.
1979-ben Tokióban járt egyetemre. Érdeklődését az etnomuzikológiai szeminárium keltette fel leginkáább. Ettől kezdve e téma foglalkoztatta, különösen a japán populáris zene a második világháború alatt, és a kínai hangszerek fejlődése a kulturális forradalom idején. 1981-ben Hainanba (Kína) látogatott etnikai zenét kutatni.
Először ekkor kezdett professzionális improvizált zenét játszani. Otomo soha nem alkalmazkodott a zenei határokhoz, különféle stílusok lenyűgöző skálájával dolgozott együtt.
1990-ben jött létre legelső együttese, a Ground Zero. A Ground Zero az elkövetkező nyolc évben alapvető zenei eszköze volt, egészen az 1998-as megszűnéséig. A Ground Zero felbomlása után Otomo stílusa gyökeresen megváltozzott. Kiemelkedő alakja lett a japán zeni térnek. Zenei felfogása nagy hangsúlyt fektet az improvizált zene minimalilista és atonális textúrájára. Ebben az időben született meg az Otomo Yoshihide's New Jazz Quintet.
Otomo figyelemreméltóan jól érzi a film-/tévé-/videóművek komponálását, különösen a kínai és hongkongi filmrendezőkkel való együttműködésben. A Rinkogun színházi csapat zenei igazgatójaként is dolgozott '92-95-ben. Zeneelméletről és a zeneiparról is írt cikkeket, amelyek megtalálhatók különböző japán zenei magazinokban.

## Albumok
- https://www.allmusic.com/artist/otomo-yoshihide-mn0000894730#discography